# Marika Jänkä
Marika Jänkä (* 30. Juni 1983) ist eine finnische Biathletin, die vor allem in den Crosslaufdisziplinen des Sommerbiathlons antritt.
Marika Jänkä nahm erstmals in Forni Avoltri an den Sommerbiathlon-Weltmeisterschaften 2003 teil, wo sie in drei Rennen antrat und als bestes Ergebnis einen sechsten Rang in der Verfolgung erreichte. 2004 verpasste sie als Viertplatzierte im Massenstart von Osrblie nur knapp eine Medaille. Auch 2005 in Muonio konnte Jänkä an der Seite von Anna-Liisa Häkkinen, Pinja Piira und Sari Suomalainen im Staffelwettbewerb erneut als Viertplatzierte fast eine Medaille gewinnen. In den Einzelrennen lief sie wie auch 2006 in Ufa und 2007 in Otepää nicht unter die besten Zehn. Bei den Sommerbiathlon-Europameisterschaften konnte die Finnin hinter Olga Pachomowa und Anna Sotnikowa als Drittplatzierte im Sprint ihren größten internationalen Erfolg erreichen.